# Cañada del Oro

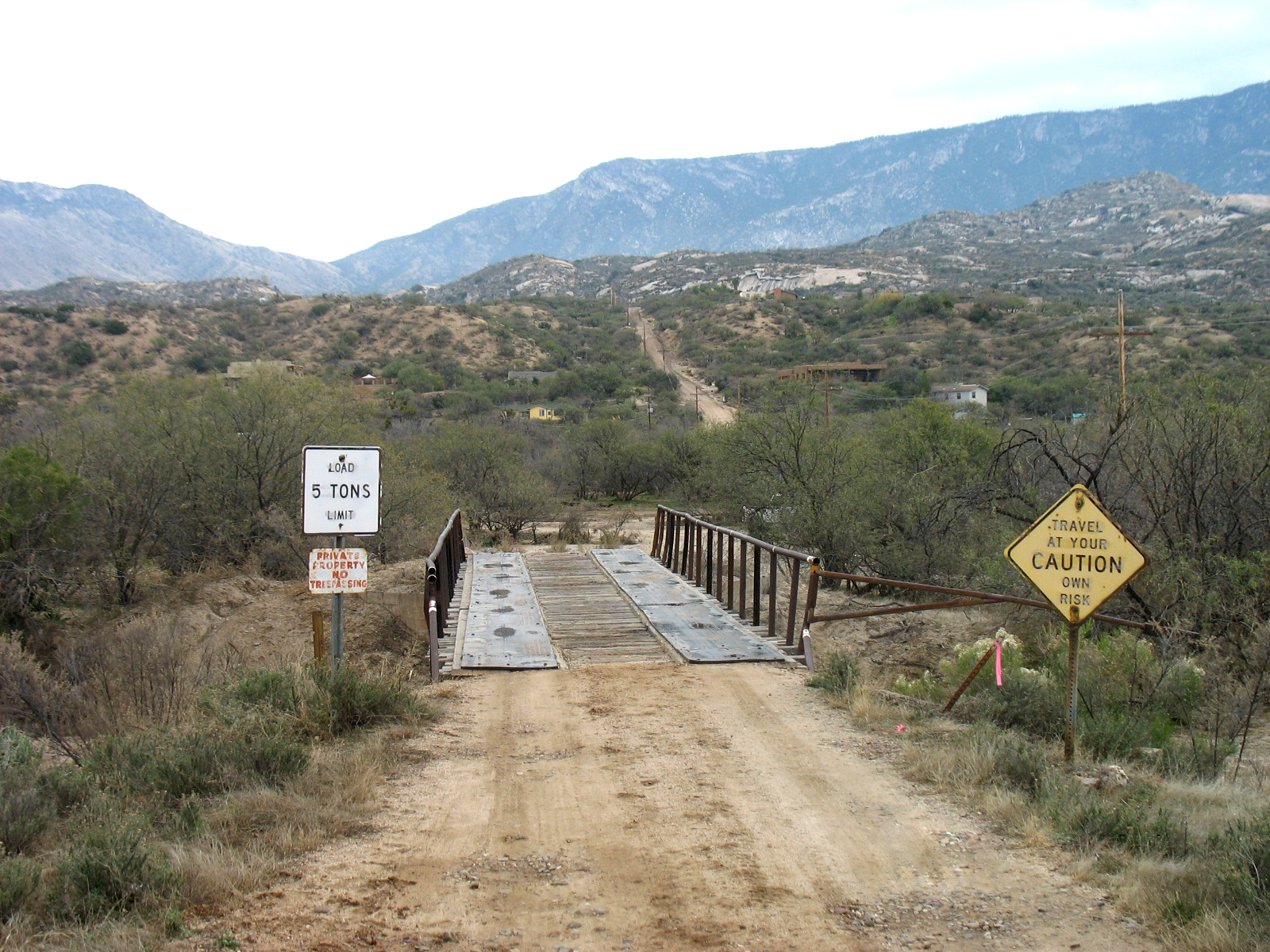
Entrada: Railcar Bridge - (Cañada del Oro, Condado de Pinal, Arizona)

La cañada del Oro es una rambla o cañada en el valle de Tucson en Arizona en los Estados Unidos de América.
La Cañada del Oro nace en el remoto Cañón del Oro en la sierra de Santa Catalina al norte de Tucson, alimentada por las lluvias y el deshielo de la nieve de la cara norte del monte Limón y discurre hacia el norte hacia el pueblo de Oracle en Arizona. La Cañada del Oro es un arroyo perenne en el cañón del Oro mientras aún se encuentra en altitudes elevadas. La Cañada del Oro cambia de rumbo norte a sur en el pueblo de Valle del Oro al norte de Tucson, donde por lo general en un cauce seco. En el Valle del Oro la Cañada del Oro recoge los cuencas de otros ríos de la cara occidental de la Sierra de Santa Catalina. Posteriormente la Cañada del Oro vierte sus aguas en el Río Santa Cruz al norte de Tucson, convirtiéndose en la principal cuenca del valle de Tucson.
La Cañada del Oro fue de mucho interés en la época de la minería de oro, inicialmente bajo dominio español en el siglo XVII. 